# ピノキオ (2022年の実写映画)
『ピノキオ』（原題：Pinocchio）は、2022年制作のアメリカ合衆国のファンタジー映画。
カルロ・コッローディ原作の児童文学作品『ピノッキオの冒険』をアニメ映画化した『ピノキオ』（1940年）の実写映画化。ロバート・ゼメキス監督、トム・ハンクス主演。2022年9月8日に定額制動画配信サービスDisney+にて日米独占配信された。

## キャスト
※括弧内は日本語吹替。
実写
- ゼペットじいさん：トム・ハンクス[4][5]（江原正士[注 1][6]）
- ブルー・フェアリー：シンシア・エリヴォ[7]（妃海風[6]）
- コーチマン：ルーク・エヴァンズ[8]（吉原光夫[6]）
- ファビアナ：キャン・ラマヤ（早見沙織[6]）
- ストロンボリ：ジュゼッペ・バッティストン（楠見尚己[9]）
- ランプウィック：ルウィン・ロイド（今岡稔裕[9]）
- サビーナ：ジャキータ・タレ（大平あひる[9]）
- シニョーレ・レッツィ：アンガス・ライト（こねり翔）

声の出演
- ピノキオ：ベンジャミン・エヴァン・エインズワース[7]（川原瑛都[10]）
- ジミニー・クリケット：ジョセフ・ゴードン＝レヴィット[7]（山本耕史[10]）
- J・ワシントン・ファウルフェロー：キーガン＝マイケル・キー[7]（村田秀亮[9]）
- カモメのソフィア：ロレイン・ブラッコ[7]（土井美加[9]）

## スタッフ
- 監督 - ロバート・ゼメキス
- 脚本 - クリス・ワイツ、ロバート・ゼメキス
- 製作 - クリス・ワイツ、サイモン・ファーナビー
- 製作総指揮 - ジェレミー・ジョンズ、ジャクリーン・レヴィン、ジャック・ラプケ、ポール・ワイツ
- 撮影監督 - ドン・バージェス
- プロダクションデザイナー - ダグ・チャン、シュテファン・デシャント
- 編集 - ミック・オーズリー、ジェシー・ゴールドスミス
- 衣裳デザイン - ジョアンナ・ジョンストン
- 音楽 - アラン・シルヴェストリ

日本語版スタッフ
- 吹替翻訳 - 高山美香
- 吹替演出 - 鍛治谷功
- 吹替音楽演出 - 市之瀬洋一
- 吹替監修 - 須藤景子
- 吹替録音制作 - 東田直子、グロービジョン
- 吹替調整 - Shepperton International
- 吹替制作 - DISNEY CHARACTER VOICES INTERNATIONAL, INC.

## 挿入歌
- 遠いあの日（When He Was Here With Me）

作曲：アラン・シルヴェストリ/作詞：グレン・バラード/歌：トム・ハンクス（日本語版：江原正士）
- ピノキオ ピノキオ（Pinocchio Pinocchio）

作曲：アラン・シルヴェストリ/作詞：グレン・バラード/歌：トム・ハンクス（日本語版：江原正士）
- 星に願いを（When You Wish Upon a Star）

作曲：リー・ハーライン/作詞：ネッド・ワシントン/歌：シンシア・エリヴォ（日本語版：妃海風）
- 跳べる日を夢みて（I Will Always Dance）

作曲：アラン・シルヴェストリ/作詞：グレン・バラード/歌：キャン・ラマヤ（日本語版：早見沙織）
- いざプレジャー・アイランドへ（The Coachman To Pleasure Island）

作曲：アラン・シルヴェストリ/作詞：グレン・バラード/歌：ルーク・エヴァンズ（日本語版：吉原光夫）
- ハイ・ディドゥル・ディー・ディー（Hi-Diddle-Dee-Dee）

作曲：リー・ハーライン/作詞：ネッド・ワシントン/歌：キーガン＝マイケル・キー（日本語版：村田秀亮）
- もう糸はいらない（I've Got No Strings）

作曲：リー・ハーライン/作詞：ネッド・ワシントン/歌：ベンジャミン・エヴァン・エインズワース（日本語版：川原瑛都）

## 製作

### プリプロダクション
2015年4月8日、ウォルト・ディズニー・ピクチャーズはピノキオの実写リメイクの製作予定を発表した。ピーター・ヘッジスが脚本を担当するとされたが、2017年5月22日、ヘッジスに代わりクリス・ワイツが脚本担当となること、監督をサム・メンデスへ交渉中ということが発表された。2017年11月13日、メンデスは監督を辞退する。
2018年2月20日、監督にポール・キングが決まったこと、アンドリュー・ミラノがワイツとともに共同プロデューサーとなること、2018年後半に製作開始予定と発表されたが、ジャック・ソーンがワイツの脚本を書き直すことが発表され、ワイツは脚本が未完成であることとともに2019年中にイングランドとイタリアで製作が開始されることを明らかにした。2018年11月、サイモン・ファーナビーが新原稿を手掛けることが報告された。だが2019年1月13日、キングが「家庭の事情」で離脱し、ディズニーが新監督を探していることが発表された。
2019年10月18日、ロバート・ゼメキスを監督として交渉中で、脚本はワイツ、キング、ファーナビーにより執筆、ワイツとミラノは引き続きプロデューサーとして参加していることが報告された。2020年1月24日、ゼメキスが監督と、ワイツと共同で脚本を担当することが決定された。また、ジャック・ラプケとジャッキー・レヴィンがエグゼクティブプロデューサーを担当することが報告された。

### キャスティング
2018年11月29日、トム・ハンクスがゼペット役で交渉中と報道されたが、キングの離脱により断念された。2020年8月、ハンクスは再びプロジェクトに参加した。脚本を読んだハンクスが何回か一緒に仕事をしたゼメキスに監督を依頼したと伝えられた。2021年1月、ルーク・エヴァンスがコーチマン役で参加し、オークス・フェグリーがランプウィック役で交渉中と報道されたが、ランプウィック役はルウィン・ロイドに決まった。3月、ベンジャミン・エヴァン・エインズワースがピノキオの声を演じること、シンシア・エリヴォ、ジョセフ・ゴードン＝レヴィット、キーガン＝マイケル・キー、ロレイン・ブラッコの参加が決まった。

### 撮影
主要撮影は2021年3月17日に始まり、イングランドのCardington Film Studiosで撮影された。撮影は2021年4月に完了した。

### VFXとアニメーション
ムービング・ピクチャー・カンパニーがVFXとアニメーションを提供した。DNEGはVFXの一部を担当した。

## 公開
当初は劇場公開を予定していたが、新型コロナウイルスの影響により、『ピーター・パン&ウェンディ』と共に劇場公開を断念して、ウォルト・ディズニー・カンパニー傘下の定額制動画配信サービスであるDisney+にて独占配信することを2020年12月に発表した。
その後、2022年5月にDisney+の日となる同年9月8日に同サービスにて日米同時配信開始することが発表された。